# کاستلو دی آنونه
کاستلو دی آنونه (به ایتالیایی: Castello di Annone) یک کومونه در ایتالیا است که در استان آسته واقع شده‌است.

## خصوصیات
کاستلو دی آنونه ۲۳٫۲ کیلومترمربع مساحت و ۱٬۹۶۳ نفر جمعیت دارد.

## خواهرخوانده
شهر آنونه ونتو خواهرخواندهٔ کاستلو دی آنونه هست.